# キルヒホルステン駅
キルヒホルステン駅（キルヒホルステンえき、ドイツ語：Bahnhof Kirchhorsten）はドイツニーダーザクセン州ヘルプゼンにあるハノーファーSバーンの鉄道駅。

## 駅構造
2面2線の地上駅。

## 隣の駅
ハノーファーSバーン
■1号線
ビュッケブルク駅 - キルヒホルステン駅 - ビュッケブルク駅